# Retiboletus vinaceipes
Retiboletus vinaceipes är en svampart som beskrevs av B. Ortiz, Lodge & T.J. Baroni 2007. Retiboletus vinaceipes ingår i släktet Retiboletus och familjen Boletaceae.   Inga underarter finns listade i Catalogue of Life.